# Oribatella pusilla
Oribatella pusilla är en kvalsterart som beskrevs av Berlese 1916. Oribatella pusilla ingår i släktet Oribatella och familjen Oribatellidae. Inga underarter finns listade i Catalogue of Life.